# Ni del Fènix
Ni del Fènix (ν Phoenicis) és una estrella nana de la seqüència principal de la constel·lació Phoenix. És similar al Sol, encara que més massiva i lluminosa. A una distància estimada en menys de 49 anys llum, aquesta estrella està relativament a prop del Sol. Basant-se en observacions d'un excés de radiació infraroja de l'estrella, podria tenir un anell de pols estès moltes ua des del límit interior que comença a 10 ua.